# Value City Arena
Value City Arena is een multifunctionele arena, gelegen op de campus van de Ohio State University, in Columbus, Ohio, Verenigde Staten. De arena werd in 1998 geopend en is met zijn 19.049 zitplaatsen de op twee na grootste arena van de staat Ohio. Later werd dit teruggebracht naar 18.809 voor mannenbasketbalwedstrijden van de Ohio State.
De arena is ook de thuisbasis van Ohio State Buckeyes herenbasketbal, damesbasketbal en heren ijshockeyteams. Voorheen speelden de basketbalteams in de St. John Arena, terwijl het ijshockeyteam speelde in de OSU Ice Arena. 

## Evenementen
- Op 3 april 1999 traden The Rolling Stones op in de arena als onderdeel van de No Security Tour.[2]
- The Circus met Britney Spears - 30 april 2009
- De videoclip voor Carrie Underwoods hit "Undo It" uit 2010 werd opgenomen in de arena.
- Op 27 juli 2016 traden Demi Lovato en Nick Jonas op in de arena voor hun Future Now Tour.
- Op 27 november 2018 gaf de Dave Matthews Band de eerste show van hun herfsttournee van 2018. Hun unieke setlist op deze show werd goed ontvangen.
- Op 20 oktober 2019 trad Céline Dion op in de arena voor haar Courage World Tour.[3]
- Op 23 september 2021 speelde Guns N' Roses een show als onderdeel van hun 2020 Tour.